# Mad Love (single)
Mad Love is een nummer uit 2018 van de Jamaicaanse zanger Sean Paul, de Franse dj David Guetta en de Amerikaanse zangeres Becky G. Het staat op Sean Pauls ep Mad Love the Prequel.
Sean Paul vertelde dat het nummer in eerste instantie "Temple" zou gaan heten en dat hij Shakira in gedachten had om mee te doen op het nummer. Later werd er toch gekozen voor de titel "Mad Love" en werd er besloten om Becky G mee te laten zingen in plaats van Shakira nadat Shakira niet tevreden was over het eindresultaat. Het nummer flopte in Amerika, maar werd een hit in Europa. In de Nederlandse Top 40 haalde het de 10e positie, in Vlaanderen moest het nummer het echter met een 27e positie in de Tipparade doen.